# Bitumastic
El Bitumastic es un equipo de fútbol de Uganda que juega en la Tercera División de Uganda, la tercera liga de fútbol más importante del país.

## Historia
Fue fundado en el año 1960 en la capital Kampala y fue el último club que ganó el torneo no oficial de la Superliga de Uganda en 1967, ya que la liga inició oficialmente un año después.
Sus mejores años fueron entre las décadas de los años 60s hasta que la liga se jugó de manera oficial, ya que Bitumastic no ha regresado a la máxima categoría desde entonces.
A nivel internacional han participado en un torneo continental, en la Copa Africana de Clubes Campeones 1967, en la cual fueron eliminados en la primera ronda por el Saint-George SA de Etiopía.

## Palmarés
- Superliga de Uganda: 1

1967

## Participación en competiciones de la CAF
| Temporada | Torneo                            | Ronda | Club            | Casa  | Visita | Global |
| --------- | --------------------------------- | ----- | --------------- | ----- | ------ | ------ |
| 1967      | Copa Africana de Clubes Campeones | 1     | Saint-George SA | w.o.1 | w.o.1  | w.o.1  |

1- Bitumastic abandonó el torneo.